# Premio de Poesía Tomás Morales
El Premio Internacional de Poesía Tomás Morales está convocado por la Casa-Museo Tomás Morales, Cabildo de Gran Canaria. Premia obras poéticas escritas en español, originales e inéditas, que no haya sido galardonada en ningún otro concurso o certamen. El original tendrá una extensión mínima de 500 versos o líneas versales.
El premio literario busca la difusión de la obra y la figura de Tomás Morales, objetivo fundamental de la Casa-Museo, así como el conocimiento y la difusión del género poético del que el autor fue un representante. El premio se otorga de acuerdo las bases que publica el cabildo Insular de Gran Canaria.

## Dotación
Se establece un premio único con una dotación económica de ocho mil euros más la publicación de dicha obra por la Casa-Museo Tomás Morales el Departamento de Ediciones del Cabildo de Gran Canaria. El jurado podrá otorgar hasta dos accésits, sin dotación económica y sin que ello implique su publicación por parte del Cabildo de Gran Canaria. El premio podrá ser declarado desierto si el Jurado considera que ninguna obra tiene la calidad suficiente.

## Jurado y fallo
El jurado está integrado por reconocidas personalidades del mundo de la literatura y por los representantes institucionales preceptivos. Suele fallarse en el mes de octubre, coincidiendo con los actos conmemorativos del nacimiento del poeta Tomás Morales. 

## Historia
Se creó en 1955 por el Patronato de la Casa de Colón y a partir de 1976 pasó a ser convocado por la Casa-Museo Tomás Morales, año en el que el cabildo de Gran Canaria inauguró dicha institución museística en la casa natal del poeta Tomás Morales en la Villa de Moya.
En la convocatoria de 2017, el premio cambió de nombre a Premio Internacional de Poesía Tomás Morales.

## Ganadores y obras premiada
- 1955

Primer premio: Morales, Rafael
Segundo premio: García Nieto, José. Canto a Hispanoamérica desde el mar de Canarias  Ramírez Lozano, José Antonio, por Los motivos del lobo.
Accésit: Juan Manuel Velasco, por Desfile de reencarnaciones.
- 1956

Primer premio: Ojeda, Pino. La piedra sobre la colina
- 1958

Primer premio: Desierto
Segundo premio: de la Puebla Franco, María Paz (Teruel)
Tercer premio: Alfredo Egea, Julio (Almería). Cartas y noticias
- 1961

Primer premio: Pérez Valiente, Salvador (Madrid)
Segundo premio: Millares Sall, Agustín (Las Palmas). Nuevos poemas y una elegía
Tercer premio: Díaz Jácome, José (Vigo)
- 1967

Primer premio: Batlló Samón, José (Barcelona)
Segundo premio: Guillén, Ángel (Granada)
Tercer premio: Madera, Chona
- 1970

Primer premio: Perdomo Acedo, Pedro. Elegía al capitán
Segundo premio: Santana, Lázaro. Recuerdo U.S.A
Tercer premio: Godoy, Jesús Mª. Serenamente ahora
- 1971

Primer premio: Perdomo Acedo, Pedro. Luz de agua
Segundo premio: Agea, Julio Alfredo. Cartas y noticias
Tercer premio: Rodríguez Jiménez, Víctor. Apuntes para las manos
- 1973

Primer premio: López Gradolí, Alfonso. Poemas para leer una tarde con mar
Segundo premio: Espinosa Lorenzo, Baltasar. Poemario
Tercer premio: Ramírez Suárez, Fernando. Mujer sentada
Accésit: Pinto Grote, Carlos. Unas cosas y otras
- 1975

Primer premio: Cantieri Mora, Giovanni. Pájaros y espejos
Segundo premio: Almeida Suárez, Manuel. Poemas a ras de sangre
Tercer premio: Acosta, Cipriano. Balada inútil para un hombre solo
- 1977

Poesía
Primer premio: Diguardo Bravo, José Humberto. Otoño en mi barco
Segundo premio: Pérez Cabrera, Juan Pérez. Ahemón
Tercer premio: Guzmán, Fernando H. Despertar en el grito
Teatro
Único premio: Quintanilla Rey, Andrés. La ventana
Accésit honorífico: Gil Albors, Juan Alfonso. El crisol
- 1980

Poesía
Primer premio: Caballero Millares, José. Alrededor del ser humano
Segundo premio: Montti, Héctor Alberto. De la búsqueda a la espera
Teatro
Único premio: Díaz, Jorge. Toda esta larga noche
- 1982

Desierto
- 1985

Primer premio: Cabrera, Javier, Islas para este archipiélago
Segundo premio: Acosta, Cipriano. Aire sin sombra
- 1986

Poesía
Primer premio: García García, Verónica. La mujer del cubo verde
Primer accésit: Rafael Blanco, José. Cinco voces
Segundo accésit: Domínguez Jaén, Sergio. Del oficio del cero
Cuento
Primer premio: Rodríguez Gago, Víctor. Esta esperada mañana
Primer accésit: Guijarro Sanroma, Jesús. La bomba
Segundo accésit: Sosa Mastí, Miguel A. La inmensa soledad primitiva
- 1989

Primer premio Ex Aequo: Martín Artíles, Marcos P. Pleitesía despavorida
Primer premio Ex Aequo: Martín, Sabas. Peligro intacto
Segundo premio: Sarmiento Pérez, Aventino M. Mediodía
- 1992

Primer premio: Romero, Donina. Exhala una ceniza de violín
Segundo premio: Campíns, Rolando. Acerca de algo inefable
Accésit mención especial: Junco Ezquerra, José M. Hacer las paces
Mención especial: Armas Peñate, Francisco. En tiempos difíciles
- 1994

Primer premio: Natera Mayor, Luis. Agrimensores de la bruma
Accésit: Silva, Federico J. A un amar adverso
Accésit: Nogales, Paula. Saludos de Alicia
Mención especial: García Obregón, Omar. Pastor del tiempo
- 1996

Primer premio Ex Aequo: Suárez Rojas, Tina. Huellas de gorgona
Primer premio Ex Aequo: Flores, Pedro. El complejo ejercicio del delirio
Accésit: Fillol Ferrín, Montserrat. Guerrero en llamas
Accésit: Dimar, Franca. Este verso que me aprieta
- 1998

Primer premio: Millares Sall, José Mª. Sillas
Accésit: Martínez, Miguel Ángel. Testamentos del mar nuestro
Accésit: Marrero Berbel, Mª del Pino. La Grecia que hay en mí
- 2000

Primer premio: Pérez Alvarado, Miguel. Teoría de la luz –amor más vivo-
Accésit: González Artiles, Carlos Matías. De la nada y su reverso
Accésit: López Cantos, Juan C. Alquimia
2002
Primer premio: Díaz, Rafael-José. Los párpados cautivos
Accésit: chema de paula. propósito de jazz
Accésit: Junyent Sánchez, Helena. Los mares de la cereza
- 2004

Primer premio: Silva Ramírez, Federico J. (Las Palmas de Gran Canaria). Era Pompeia
Accésit: PInes Maeso, Juana (Ciudad Real). El silencio de Dios
Accésit: Mirón, Andrés (Sevilla). Teoría de las sombras
- 2006

Primer premio: Rivera Cross, Mariano (Cádiz). Dioses y héroes en retirada
Accésit: Cabrera Cartaya, Iván (Tenerife). Bajo el Cielo innumerable (2000-2005)
Accésit: Bert, Gaspar (Argentina). Bajo el sol de las cosas
- 2008

Primer premio: Jurado López, Manuel. Las islas en noviembre
Accésit: Caro, Francisco. Desnudo de pronombre
Accésit: Cabrales Llach, Luz Mª. Ciudades
- 2010

Primer premio: Moya, Manuel (Huelva). Islas de sutura
Accésit: Díaz-Pimienta, Alexis (Cuba). "Un día cualquiera del vendedor de gafas"
Accésit: Alonso Arvelo, Miguel Ángel (Venezuela). "Palabras en los ojos"
- 2017

Primer premio: Piernavieja Grau-Bassas, Luis. Nación del aire
- 2019

Primer premio: Delgado, Samir. Pintura Número 100 (César Manrique in memorian)
- 2021

Primer premio: Oliva Martín, Gloria. Cazadores de hadas.
Accésit: Pilar, Antonio. Bajo palabra
- 2024

Primer premio: Ramírez Lozano, José Antonio. Los motivos del lobo.
Accésit: Juan Manuel Velasco, por Desfile de reencarnaciones.